# Stodólno
Stodólno (niem. Königsbrunn) – wieś w Polsce położona w województwie kujawsko-pomorskim, w powiecie mogileńskim, w gminie Strzelno.

## Podział administracyjny

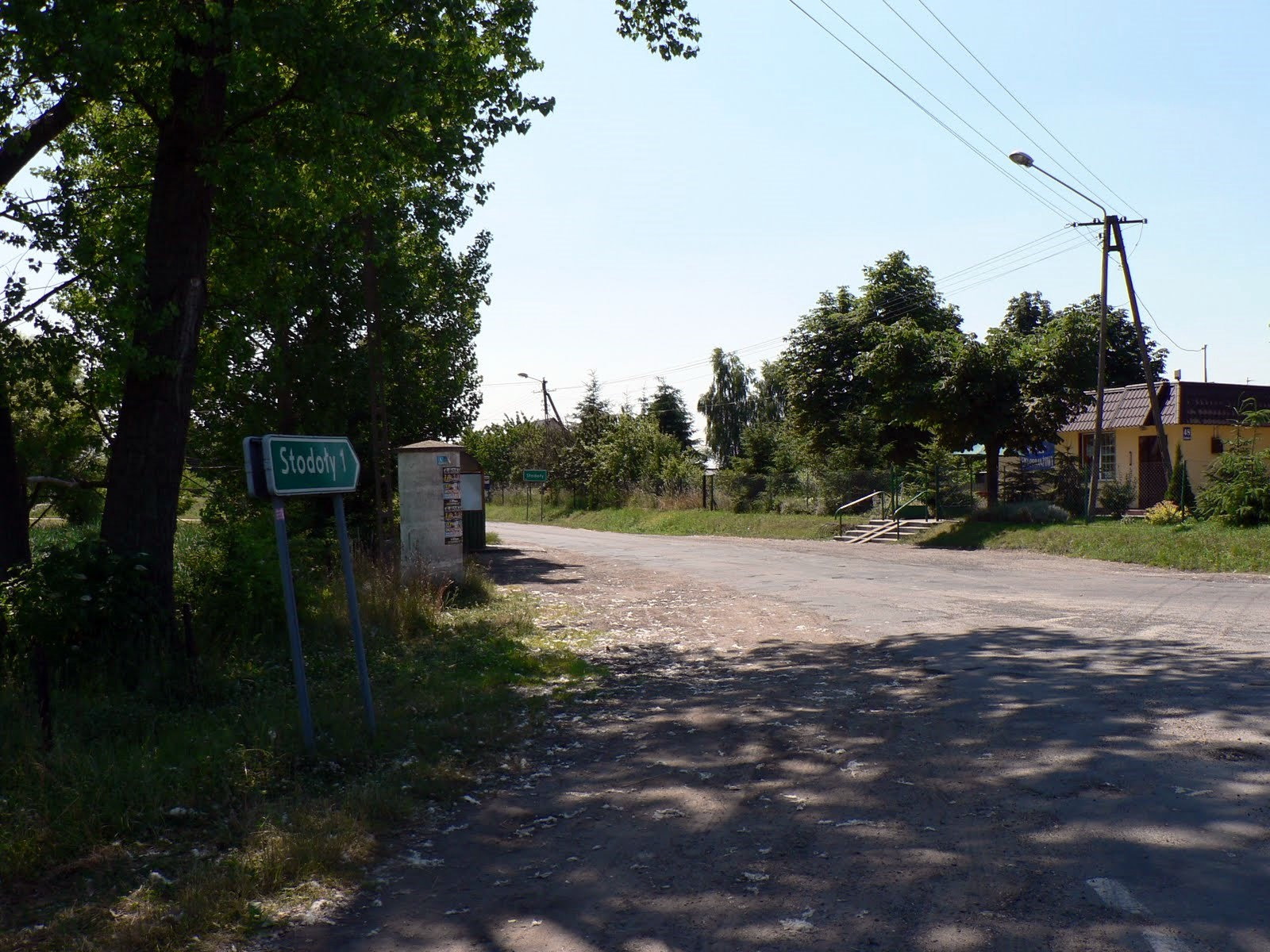
Skrzyżowanie w Stodólnie

W latach 1975–1998 miejscowość administracyjnie należała do województwa bydgoskiego.

## Demografia
Według Narodowego Spisu Powszechnego (III 2011 r.) liczyła 182 mieszkańców. Jest szesnastą co do wielkości miejscowością gminy Strzelno.